# リーオ・サリチェート
リーオ・サリチェート（伊: Rio Saliceto）は、イタリア共和国エミリア＝ロマーニャ州レッジョ・エミリア県にある、人口約6,000人の基礎自治体（コムーネ）。

## 地理

### 位置・広がり

#### 隣接コムーネ
隣接するコムーネは以下の通り。括弧内のMOはモデナ県所属を示す。
- カンパニョーラ・エミーリア
- カルピ (MO)
- コッレッジョ
- ファッブリコ

### 気候分類・地震分類
リーオ・サリチェートにおけるイタリアの気候分類 (it) および度日は、zona E, 2377 GGである。
また、イタリアの地震リスク階級 (it) では、zona 3 (sismicità bassa) に分類される。

## 行政

### 分離集落
リーオ・サリチェートには、以下の分離集落（フラツィオーネ）がある。
- Ca' de' Frati, Osteriola, Ponte Vettigano, San Lodovico